# Назаретян, Амаяк Маркарович
Амаяк Макарович Назаретян (17.11.1889 года, г. Тифлис Тифлисской губернии, Российская империя — 30.10.1937 года, г. Москва, СССР) — советский государственный и партийный деятель.

## Биография
Сын купца. Член РСДРП(б) с 1905 г. С 1909 г. учился на юридическом факультете Санкт-Петербургского университета (не окончил). Был одним из организаторов всколыхнувшей Петербург студенческой демонстрации 9 ноября 1910 г., посвящённой памяти Л. Н. Толстого. В 1911 г. — арестован, осуждён к административной высылке в Тифлис. Эмигрировал в Швейцарию, в 1913 вернулся в Россию и вёл подпольную работу. В 1917-18 член Тифлисского комитета РСДРП(б) и Кавказского крайкома РСДРП(б). В июне 1918 — февр. 1919 нарком труда, зам. пред. СНК Терской Советской Республики. Осенью 1919 был одним из организаторов большевистского восстания против правительства Грузии. С 1920 секретарь Кавказского бюро ЦК РКП(б). В 1922-23 заведующий бюро Секретариата ЦК РКП(б).
В 1923 направлен в газету «Правда» заведующим партийным отделом. В этот период, когда шла партийная дискуссия, было выявлено искажение в газете результатов голосования партийных организаций за позицию ЦК, что создавало у читателей впечатление о поражении оппозиции. После того, как этот вопрос на Политбюро ЦК поднял Л.Троцкий, было проведено расследование, которым была выяснена личная виновность Назаретяна. Он был немедленно отозван из партийного отдела «Правды» и удалён из секретариата Сталина. По мнению другого секретаря — Б.Бажанова, Назаретян действовал так по поручению Сталина.
С 1924 секретарь Закавказского крайкома ВКП(б), пред. ЦКК и нарком Рабоче-крестьянской инспекции (РКИ) ЗСФСР. С 1924 член ЦКК, с 1926 член Президиума ЦКК ВКП(б). В 1931-34 член Коллегии Наркомата РКИ СССР. В 1934—1937 — руководитель административной группы и секретарь бюро КСК при СНК СССР.
27 июня 1937 арестован по обвинению как участник контрреволюционной террористической организации, готовившей покушения на членов Политбюро. 29 октября 1937 г. приговорён Военной Коллегией Верховного Суда СССР (ВК ВС СССР) к смертной казни. Расстрелян 30 октября 1937 г. и кремирован на Донском кладбище в Москве. Посмертно реабилитирован 22 февраля 1956 г..Место захоронения: Донское кладбище, могила 1».
Проживал в Москве в «Доме на набережной», ул. Серафимовича 2, кв. 146.
Жена — Назаретян Клавдия Дмитриевна с грудным младенцем после расстрела мужа была арестована как ЧСИР 7 декабря 1937 г. и осуждена к 8 годам ИТЛ, которые отбывала в Мордовской АССР, в Темлаге. В конце 1940-х она была осуждена повторно к 15 годам ИТЛ, и в общей сложности провела в лагерях 17 лет. Реабилитирована 29 февраля 1956 г.